# Спенсер Скотт
Спенсер Скотт (англ. Spencer Scott; род. 4 апреля 1989 года, Сент-Питерсберг) — американская порноактриса и фотомодель.

## Карьера
После окончания средней школы, в 2007 году Спенсер переехала в Лос-Анджелес, где начала модельную карьеру.
В октябре 2007 года стала девушкой месяца журнала Playboy.
В 2011 году начала сниматься в фильмах для взрослых исключительно лесбийской направленности.
В январе 2012 года стала девушкой месяца журнала Hustler, а в сентябре — моделью месяца по версии Twistys.
В феврале 2018 года стала девушкой месяца по версии Fucking Awesome.
По состоянию на декабрь 2018 года в её фильмографии 55 порнофильмов.

## Награды и номинации
| Год  | Награда          | Категория                              | Работа                     | Результат |
| ---- | ---------------- | -------------------------------------- | -------------------------- | --------- |
| 2013 | Sex Awards       | Самая сексуальная порнозвезда          |                            | Номинация |
| 2013 | XBIZ Award       | Лучшая лесбийская секс-сцена           | «Not Animal House XXX»     | Номинация |
| 2014 | AVN Awards       | Лесбийская исполнительница года        |                            | Номинация |
| 2014 | XBIZ Award       | Лесбийская исполнительница года        |                            | Номинация |
| 2017 | Urban X Award    | Лучшая лесбийская исполнительница года |                            | Номинация |
| 2018 | XBIZ Award       | Лучшая лесбийская секс-сцена           | «She’s Our Girlfriend Now» | Номинация |
| 2018 | NightMoves Award | Лучшая грудь                           |                            | Номинация |